# Opogona protodoxa
Opogona protodoxa är en fjärilsart som beskrevs av Edward Meyrick 1897. Opogona protodoxa ingår i släktet Opogona och familjen äkta malar. Inga underarter finns listade i Catalogue of Life.